# Park Ridge (Wisconsin)
Pour les articles homonymes, voir Park Ridge.
Park Ridge est un village du comté de Portage, dans l'État du Wisconsin, aux États-Unis. En 2020, il comptait une population de 530 habitants.